# Amas ouvert

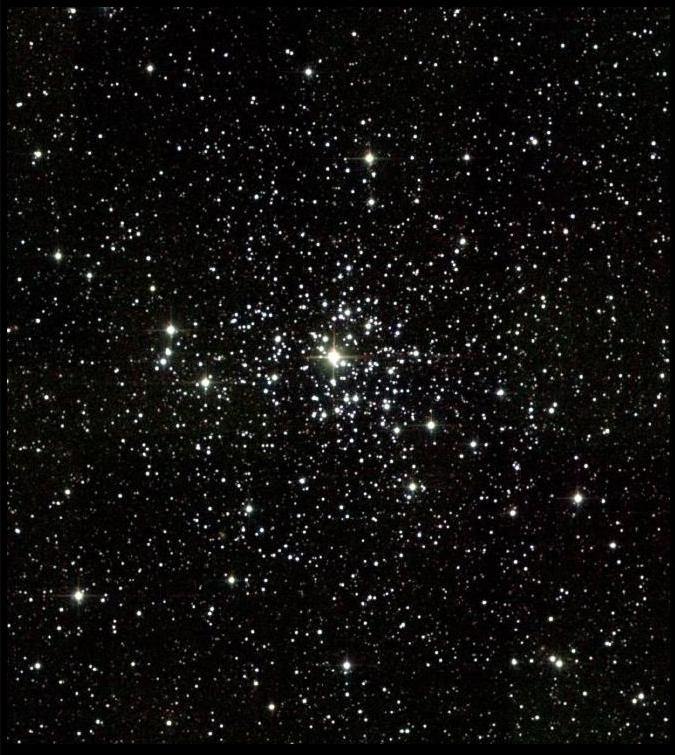
L'amas ouvert M37 vu par 2MASS.

En astronomie, un amas ouvert est un amas stellaire groupant environ de 100 à 10 000 étoiles de même âge liées entre elles par la gravitation, et dont le diamètre varie de 1,5 à 15 pc, avec une moyenne de 4 à 5 pc.
Les amas ouverts sont peu lumineux et s’observent essentiellement dans notre Galaxie, où ils se situent dans le plan galactique, et dans les galaxies proches : les deux Nuages de Magellan et la galaxie d’Andromède.

## Formation et évolution
On pense qu'ils se forment au sein des nuages moléculaires, les grands nuages de gaz et de poussières qui constituent les nébuleuses diffuses. Comme le temps nécessaire à leur formation est beaucoup plus faible que leur durée de vie, toutes les étoiles d’un amas ouvert ont plus ou moins le même âge et comme elles proviennent de la même nébuleuse, elles ont la même composition chimique. Ainsi, les seules différences existant entre les étoiles d’un amas ouvert proviennent de leur masse. La plupart des amas ouverts sont dominés par leurs étoiles géantes bleues de type O ou B, qui sont très lumineuses mais de courte durée. On peut estimer l’âge d’un amas ouvert en regardant le rapport entre le nombre d’étoiles bleues, jaunes et rouges : plus les étoiles bleues sont nombreuses, plus l’amas est jeune.
L'amas ouvert le plus proche est dans la Grande Ourse, ou pour être plus exact, c’est la Grande Ourse (le courant d'étoiles de la Grande Ourse). En effet, la plupart des étoiles de ce célèbre astérisme sont les membres d'un vieil amas ouvert mobile presque entièrement dispersé. Sirius est un ancien membre de cet amas et le Soleil est actuellement dans le « courant » de la Grande Ourse, mais n’en est pas un vrai membre, il passe juste à travers.
Les étoiles d'un amas ouvert sont initialement très proches les unes des autres et se déplacent à la même vitesse autour du centre de la galaxie. Après environ un demi-milliard d’années, un amas ouvert classique tel que les Pléiades ou les Hyades tend à être perturbé par des facteurs externes, tels que des nuages moléculaires passant à proximité, donnant des vitesses légèrement différentes à ses étoiles qui dérivent ainsi de plus en plus. Quand ceci se produit, l'amas devient un « courant » d’étoiles, qui ne sont plus assez proches pour former un amas ouvert, mais qui se déplacent toutes dans une direction et à des vitesses semblables.
Après environ un milliard d’années, l'amas a totalement disparu, les étoiles l’ayant constitué étant dispersées par la rotation de la voie lactée (comme pour l’amas auquel appartenait le Soleil).
En revanche, dans le cas des superamas stellaires, qui sont beaucoup plus massifs, les perturbations externes ont moins d'effets sur la cohésion de l'amas : on pense qu'ils évoluent en amas globulaires.

## Classification des amas ouverts
La classification des amas ouverts comprend trois champs qui décrivent leur concentration (I à IV), la distribution de la luminosité de leurs étoiles (1, 2, 3) et le nombre d'étoiles qu'ils contiennent (p, m, r).
- En fonction de leur concentration :
  - I : concentration forte ;
  - II : concentration moyenne ;
  - III : concentration moyennement faible ;
  - IV : concentration faible.
- En fonction de leur luminosité :
  - 1 : petit intervalle de répartition des magnitudes ;
  - 2 : intervalle moyen de  répartition des magnitudes ;
  - 3 : grand intervalle de répartition des magnitudes, avec plusieurs étoiles de faible intensité et des étoiles de forte intensité.
- En fonction du nombre d'étoiles :
  - p : pauvre en étoiles (50 ou moins) ;
  - m : moyennement riche en étoiles (entre 50 et 100) ;
  - r : riche en étoiles (plus de 100).

La classification est l’œuvre de l'astronome Robert Trumpler (1886-1956). Certains sources ajoutent la lettre n à la fin pour indiquer que l'amas se trouve à l'intérieur d'une nébuleuse. Notons que cette classification est assez ancienne et que de nombreux amas contiennent en réalité passablement plus d'étoiles que le nombre estimé par Trumpler.